# Aliados (película)
Aliados (título original en inglés: Allied) es una película de thriller romántico de 2016 que se desarrolla durante la Segunda Guerra Mundial, dirigida por Robert Zemeckis y escrita por Steven Knight. Cuenta la historia de dos espías que se enamoran durante una misión que consiste en matar a un dignatario nazi. Está protagonizada por Brad Pitt, Marion Cotillard, Jared Harris, Lizzy Caplan y Simon McBurney.
El rodaje empezó en febrero de 2016 en Londres. Parte del rodaje, ambientado en Casablanca tuvo lugar en Las Palmas de Gran Canaria y Fuerteventura. Paramount Pictures presentó la película en los Estados Unidos el 23 de noviembre de 2016.

## Argumento
En 1942 durante la Segunda Guerra Mundial, el comandante de ala Max Vatan, piloto de la Real Fuerza Aérea Canadiense que sirve en tareas de inteligencia, viaja a Casablanca en el Protectorado francés de Marruecos para asesinar al embajador alemán allí presente. Debe asociarse con una miembro de la Resistencia francesa llamada Marianne Beauséjour, que escapó de Francia después de que el resto de su grupo de resistencia fueran descubiertos y ejecutados.
Los dos se hacen pasar por una pareja casada y tienen un acercamiento romántico, a pesar de estar de acuerdo en que estos sentimientos pueden hacer que los maten. Marianne en quien los alemanes confían, le asegura a Max una invitación a la fiesta donde planean llevar a cabo el asesinato. El mismo día tienen sexo en un automóvil en medio de una tormenta de arena en el desierto, sabiendo que es posible que no sobrevivan a la misión. Sin embargo, la misión tiene éxito y ambos escapan. Max le pide a Marianne que lo acompañe a Londres y sea su esposa. Los dos se casan, se establecen en Hampstead y tienen una niña llamada Anna, que nace durante el bombardeo del Blitz.
Un año después, en 1943, la Dirección de Operaciones Especiales informa a Max de la sospecha de que Marianne sea una espía alemana, según la investigación, esta adoptó su identidad después de que la verdadera Marianne fuera asesinada en Francia en 1941, también le dicen que el embajador alemán que asesinaron ambos era un disidente que Adolf Hitler quería muerto. Para probar sus sospechas, la Dirección de Operaciones Especiales realiza una operación de "pigmento azul": se le ordena a Max que escriba un fragmento de inteligencia falsa en su casa donde Marianne pueda encontrarlo. Si la información se refleja en las transmisiones alemanas interceptadas, Max deberá ejecutarla personalmente, y si se descubre que es cómplice será ahorcado por alta traición. A Max le dicen después de esto que actúe normalmente en su casa y no lleve a cabo una investigación propia.
Desafiante, Max visita a un excolega llamado Guy Sangster que conocía a Marianne, sin embargo, Sangster, un excombatiente, ciego por heridas de guerra no puede confirmar su identidad. Le revela que el miembro de la Resistencia Paul Delamare, que trabajó con Marianne en Francia, todavía está vivo en Dieppe y podría identificarla. Max encuentra a un joven piloto llamado Adam Hunter, le da una fotografía con una nota "clasificada", preguntando si la mujer de la foto es Marianne Beauséjour, y le indica que obtenga un "sí" o un "no" de Delamare.
Max y Marianne organizan una fiesta en su casa. El oficial al mando de Max, Frank Heslop, llega y le dice que Hunter fue asesinado mientras esperaba en el suelo la respuesta de Delamare y lo reprende por su insubordinación. Max le pregunta si lo que le dijeron sobre Marianne es una prueba de su lealtad como parte de un ascenso a la Sección-V y Heslop le dice que no.
La noche siguiente Max se hace pasar por un piloto de Lysander y vuela a Francia para encontrarse con Delamare, quien está detenido en el cuartel de policía local. Max y la resistencia local irrumpen en la cárcel local del pueblo y detienen al policía, pero Delamare está borracho y no puede verificar la imagen. La demora da tiempo al policía francés para alertar a los alemanes, a quienes Max y la resistencia logran derrotar. Antes de irse, Delamare le informa a Max que Marianne era una pianista talentosa que una vez había tocado "La Marsellesa" en un café desafiando a los alemanes ocupantes en las primeras etapas de la guerra.
De vuelta a Inglaterra, Max lleva a Marianne a un pub local y le exige que toque el piano. Marianne no puede. Por fin admite que es una espía y que envió el mensaje de "tinte azul" que Max dejó a la vista. Afirma que sus sentimientos por Max son genuinos y que se vio obligada a ser una espía alemana porque los agentes alemanes estaban amenazando a Anna.
Max Vatan reacio a matar a su esposa le dice que deben huir inmediatamente del país. Asesina a los contactos proalemanes de Marianne: una niñera y un joyero. Conducen hasta una base aérea de la RFA, pero Max no puede hacer que el avión arranque antes de que lleguen Heslop y la policía militar del Reino Unido. Max intenta defender su caso ante Heslop, pero Marianne le dice que lo ama, le pide que cuide de Anna y luego se suicida de un disparo. Heslop ordena a los soldados presentes que informen que Max ejecutó a Marianne según sus órdenes para que el mismo Max no sea castigado. Después de la guerra, Max se muda a un rancho en Alberta, Canadá para criar a Anna.

## Reparto
- Brad Pitt como Max Vatan.
- Marion Cotillard como Marianne Beausejour.
- Jared Harris como Frank Heslop.
- Matthew Goode como Guy Sangster.
- Lizzy Caplan como Bridget Vatan.
- Anton Lesser como Emmanuel Lombard.
- August Diehl como Hobar.
- Camille Cottin como Monique.
- Charlotte Hope como Louise.
- Marion Bailey como Mrs. Sinclair
- Simon McBurney como oficial de operaciones especiales.
- Daniel Betts como George Kavanagh.
- Thierry Frémont como Paul Delamare.

## Producción

### Desarrollo y preproducción
En febrero de 2015, se anunció que Robert Zemeckis iba a dirigir la película, que entonces solo se conocía como un thriller romántico de la Segunda Guerra Mundial sin título, del que Brad Pitt sería protagonista. Steven Knight escribió el guion original. Era una historia que escuchó por primera vez cuando tenía 21 años y había viajado con su entonces novia a Texas para visitar a su familia. Su tía le contó la historia de cómo su hermano se había enamorado de una mujer francesa que quedaría embarazada de su hijo y como la trajo a Estados Unidos donde dio a luz. Se descubrió que era una espía alemana y, por orden de sus superiores, el hermano la mató. Knight pensó convertirlo en una película desde ese momento. Mientras investigaba para la película, nunca pudo encontrar ninguna referencia a la historia, pero no descartó su precisión. Compartió la historia con Pitt y, a partir de ahí, la producción comenzó a desarrollarse. En junio de 2015, Marion Cotillard fue elegida para interpretar a una espía junto con Pitt, que se enamora durante una misión para matar a un funcionario alemán. Alan Silvestri, quien ha trabajado frecuentemente como compositor de películas de Zemeckis, fue contratado en octubre. En enero de 2016, Jared Harris se unió a la película, por su parte Lizzy Caplan lo hizo en marzo.
August Diehl vuelve a coincidir con Brad Pitt después del taquillero film, Inglourious Basterds, encarnando nuevamente a un oficial de las SS.

### Filmación

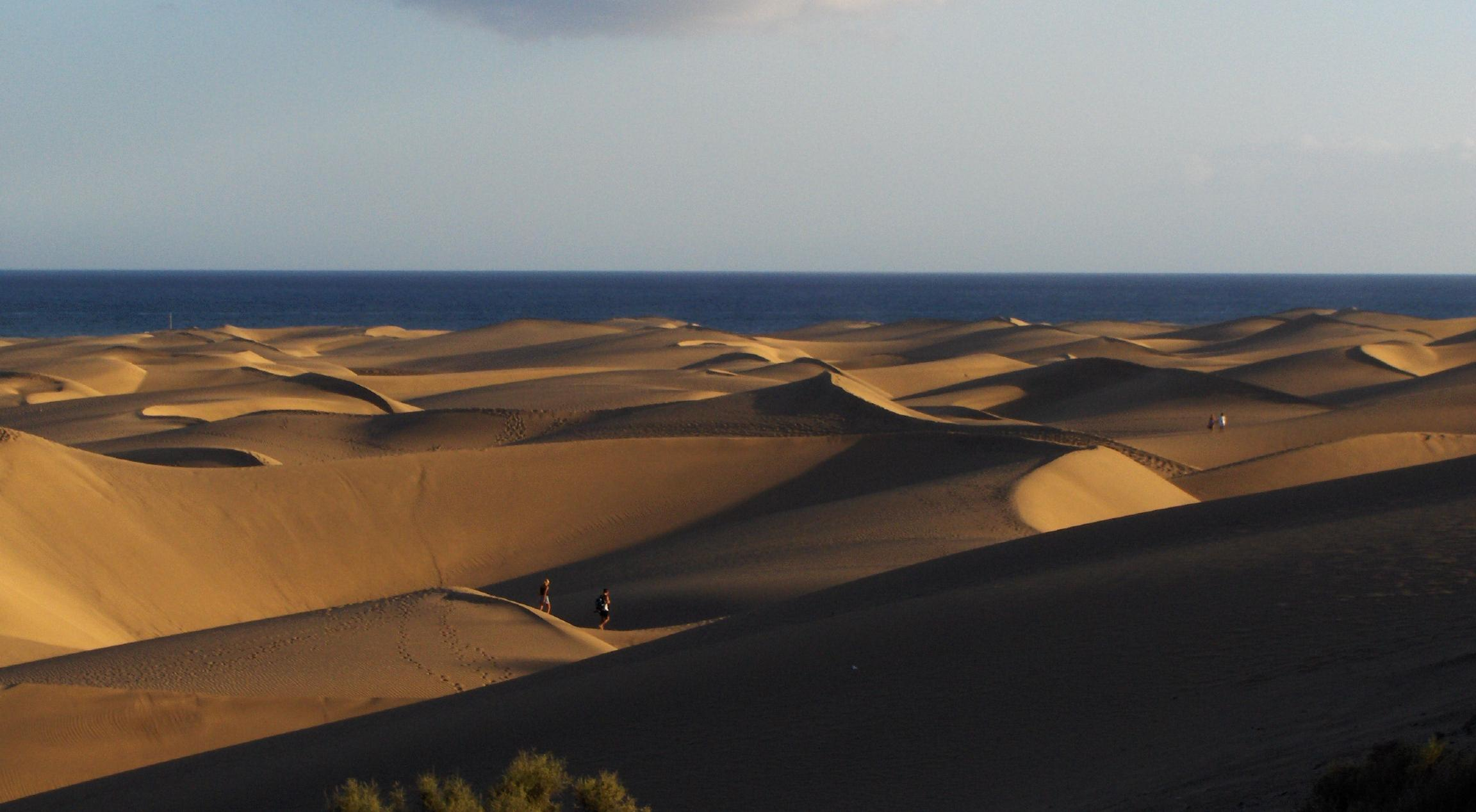
Las ubicaciones en Gran Canaria (Dunas de Maspalomas en la foto) se utilizaron para replicar Marruecos.

El rodaje principal de la película comenzó en febrero de 2016 en Londres, con la casa familiar ubicada en la esquina de Christchurch Hill con Willow Road en Hampstead. Southwark también se usó para filmar, particularmente en los edificios Pullens. Para mantenerse dentro del presupuesto, muchas de las escenas de la película se rodaron en una antigua fábrica de Gillette porque, según el supervisor de efectos visuales Kevin Baillie, la mayor parte del espacio restante del estudio había sido ocupado por películas más grandes de "Star Wars" y Marvel. El diseñador de producción Gary Freeman coordinó un programa de construcción que permitió que el espacio utilizado para filmar la escena del patio de un hospital fuera rediseñado para escenas que involucraban un pub del Soho en un lapso de dos días. El espacio de estudio en Elstree Studios y LH2 Studios también se utilizó para el rodaje de Londres. El director de fotografía Don Burgess declaró que todas las escenas más complejas de la película se trazaron antes de la filmación utilizando un estilo de cinematografía virtual, una técnica que habían utilizado en 2004 en The Polar Express. Burgess y Zemeckis eligieron dividir la película en seis apariencias visuales específicas para que coincida con el tono y la configuración cambiantes de la película. En mayo de 2016, escenas ambientadas en Casablanca se rodaron en Gran Canaria, Islas Canarias. Freeman declaró que se decidió la filmación en Canarias porque encontrar ubicaciones en Marruecos resultó ser un gran desafío, dado que ciudades como Casablanca y Tánger habían cambiado significativamente desde el periodo de tiempo en el que se desarrolla la película. Las escenas del aeródromo se rodaron en RAF Halton que fue decorado para parecerse a RAF Hendon durante la Segunda Guerra Mundial.
Como su personaje hablaba francés en la película, Pitt trabajó con Cotillard para ayudar a desarrollar su acento. Cotillard tomó clases de uso de armas de fuego para la película, pero nunca se sintió completamente cómoda sosteniendo el arma. El rodaje de la escena del asesinato se interrumpió cuando Cotillard "se asustó" mientras manejaba el arma. Para ayudarla con su malestar, Zemeckis le indicó que pusiera el seguro en la ametralladora que usaría.

### Diseño de vestuario
La diseñadora y colaboradora frecuente de Zemeckis Joanna Johnston realizó el diseño de vestuario de la película y Zemeckis le dio rienda suelta a sus diseños. Debido al rápido proceso de la preproducción, Johnston apenas tuvo dos semanas disponibles para su investigación. Declaró en una entrevista que buscaba darle al vestuario un aspecto pulido y brillante. Para inspirarse, Johnston visitó el Museo Imperial de la Guerra en Londres, una práctica que también había hecho cuando trabajaba en otras películas de guerra como  Saving Private Ryan, Valkyrie y War Horse, miraron los guardarropas de actrices de la Edad de Oro de Hollywood como Lauren Bacall, Barbara Stanwyck y Katharine Hepburn, y los guardarropas utilizados en las películas Casablanca y La extraña pasajera (Now, Voyager, 1942). Johnston dio forma al estilo del vestuario en torno a los personajes, y se centró especialmente en Marianne, cuya vestimenta se alteró con el desarrollo de la trama. "Quería que se viera muy segura en la primera parte de la película, en Casablanca", dijo Johnston, "miré muchas fotos de moda de la época y el estilo francés, y la hice lucir muy limpia y gráfica. Cuando va a Londres, asume el manto de madre y esposa, así que la pongo en tonos más cálidos. Pero nunca se sabe realmente quién es ".
Todos los atuendos en la película fueron hechos a medida para el elenco. La cruz de plata, que usó Brad Pitt en la película, también fue hecha a medida por el joyero londinense Stephen Einhorn. Se hicieron varias versiones de vestuario, con ocho versiones de un vestido verde largo usado por Cotillard en la película que se mencionan específicamente.